# Zehneria marginata
Zehneria marginata là một loài thực vật có hoa trong họ Cucurbitaceae. Loài này được (Blume) Keraudren miêu tả khoa học đầu tiên năm 1975.